# ورخنتاولیکایوو
ورخنتاولیکایوو (به لاتین: Verkhnetavlykayevo) یک منطقهٔ مسکونی در روسیه است که در باشقیرستان واقع شده‌است.